# Euastrum obeseum
Euastrum obeseum là một loài Song tinh tảo trong họ Desmidiaceae, thuộc chi Euastrum.